# Brooks County (Texas)
Brooks County je okres ve státě Texas v USA. V roce 2010 zde žilo 7 223 obyvatel. Správním městem okresu je Falfurrias. Celková rozloha okresu činí 2 445 km².